# Thorigné-d'Anjou
Thorigné-d'Anjou là một xã thuộc tỉnh Maine-et-Loire trong vùng Pays de la Loire phía tây nước Pháp. Xã này nằm ở khu vực có độ cao trung bình 52 mét trên mực nước biển.